# ألبري ايدسون سليبر
ألبري ايدسون سليبر (بالإنجليزية: Albert Edson Sleeper) (31 كانون الأول 1862 - 13 أيار 1934) كان سياسي أمريكي من أعضاء الحزب الجمهوري. ولد ألبري ايدسون سليبر
في بلدة برادفورد بولاية فيرمونت في 31 كانون الأول - ديسمبر من سنة 1862 انتقل سليبر إلى مدينة لكسينغتون في ولاية ميتشيغان الأمريكية في عام 1884 حيث كان رجل أعمال ناجح يمتلك العديد من البنوك والعقارات واسعة وعمل أيضاً في الصناعات التجارية (نايمكس). تزوج عام 1901 من مريم جيم مور. أصبح سليبر حاكم ولاية ميتشغان الأمريكية عام 1917 واستمر في منصبه هذا حتى عام 1921. توفي ألبرت ايدسون سليبر في مدينة لكسينغتون في ولاية ميتشيغان في 13 أيار - مايو 1934.